# 杭特·潘斯
杭特·安德魯·潘斯（英語：Hunter Andrew Pence, 1983年4月13日—），為美國職棒大聯盟的右外野手。他先前曾待過太空人、費城人、巨人與遊騎兵等隊。他在2012年與2014年拿下世界大賽冠軍。

## 職業生涯

### 休士頓太空人

#### 2007年
4月28日，潘斯登上大聯盟，他在初登板就擊出首安與首得分。5月5日，潘斯擊出大聯盟首轟，是一發滿貫砲。7月3日，他在延長13局下擊出再見全壘打。他在5月14日至20日拿下國聯單週最佳球員。
7月23日至8月21日，由於潘斯的右手腕出現小碎骨，因此這段時間都待在傷兵名單內。而這一年他還入選全聯盟新秀明星隊(這個明星隊成員完全是由大聯盟總教練來投票決定的)。而他在運動新聞年度最佳新人獎上不敵釀酒人的萊恩·布勞恩，無緣拿下此獎。另外，他在棒球美國年度最佳新人獎、球員選擇獎以及在Baseball Prospectus網站上舉辦的年度最佳新人投票中，都輸給了布勞恩。

#### 2008年–2011年
2007年球季結束後，太空人將外野手Michael Bourn交易至費城人，而潘斯也頂替了Bourn離開後的外野空缺。該年他的打擊率2成69在聯盟只是中段班，不過25轟、83分打點、160支安打與25支二壘安打都是個人單季新高。他的外野助攻數為16次，且只發生1次守備失誤。2009年球季，潘斯首度入選明星賽。隔年他的打擊率為2成82，25轟91分打點。在8月30日至9月5日，他還拿下國聯單週最佳球員。
2011年上半季，潘斯以3成21打擊率，10轟59分打點入選明星賽。他在明星賽中不僅秀出雷射肩，還跑回國聯的第5分。最後國聯5比1贏球。

### 費城費城人

#### 2011年
7月29日，太空人用潘斯向費城人交易Jon Singleton、Jarred Cosart與Josh Zeid等三名小聯盟球員及一名日後指定球員。8月4日，潘斯擊出他在費城人隊的首轟。
該年他的打擊率3成14排名國聯第4。這一年潘斯也嘗到了首次季後賽的滋味，不過費城人在分區賽遭到紅雀5場淘汰。

### 舊金山巨人

#### 2012年
7月31日，費城人用潘斯向巨人隊交易Nate Schierholtz、Tommy Joseph與Seth Rosin等三名球員。8月12日，潘斯擊出他加入巨人隊後的首轟。
2012年國家聯盟分區賽，巨人在前2場都輸的情況下，面臨淘汰邊緣。不過潘斯在第3場開打前給了球隊信心喊話，最後巨人也神奇的連贏3場比賽淘汰紅人。而隊友也利用他的信心喊話不斷激勵著其他人，最終球隊贏下該年的世界大賽冠軍。潘斯也被其他球員譽為是最鼓舞人心的隊友。

#### 2013年
7月13日，潘斯在面對教士隊的比賽中打回5分打點，而且他在8局下還用撲接美技接殺對方可能形成的安打球。最後協助隊友蒂姆·林斯肯完成無安打比賽。
9月，潘斯以2成93打擊率，11轟32分打點的成績拿下國聯單月最佳球員。9月10日，潘斯擊出單季第20轟。他成為球隊繼1998年的貝瑞·邦茲後，第一位單季達成20轟20盜的球員。9月14日，他擊出生涯第一發滿貫砲，幫助球隊19比3大勝道奇。
9月27日，潘斯贏得威利·麥克獎。隔日他與球隊簽下5年9000萬美元的合約。這一年他162場比賽全勤出賽，是隊史繼1954年的Alvin Dark後(當時一個球季只有154場比賽)，第一位單季全勤出賽的球員。

#### 2014年
7月6日，潘斯第三次入選明星賽。在球季倒數第2場比賽，潘斯終止了連續先發331場比賽的紀錄。不過他在該場比賽的7局擔任代打，因此連續出賽紀錄依舊保持著。
2014年國家聯盟分區賽第4場，潘斯在6局接殺了傑森·沃斯可能形成的長打，最終巨人3比2贏球。
2014年世界大賽第4場，潘斯擊出3支安打，3分打點。而且他在守備端也有貢獻，他多次用美技化解皇家隊的攻勢。巨人最終鏖戰7場贏球，潘斯在世界大賽擊出12支安打，並與隊友布蘭登·貝爾特一同達成世界大賽每場比賽至少一支安打的紀錄。

#### 2015年
3月5日，潘斯在春訓時因觸身球砸中左前臂而導致受傷。這個傷勢讓他開季只能待在傷兵名單，也終止了他連續出賽383場比賽的紀錄。他一直在3A打復健賽，直到5月16日才重返大聯盟。他出賽18場，打擊率2成82，2轟13分打點。不過6月11日，他又因為左手腕肌腱炎而再次進傷兵。
7月10日，他面對前隊友科爾·漢梅爾斯擊出滿貫砲，幫助球隊15比2大勝。8月20日，他因為左斜肌緊繃又進傷兵，並一路待到球季結束。

#### 2016年–2018年
2016年4月25日到5月1日間，潘斯以4成21打擊率，2轟10分打點拿下單週最佳球員。5月14日，他擊出生涯第200轟。
不過這段期間他的健康狀態並不穩定，每一年都有進入傷兵名單的記錄。2018年，他的各項打擊數據都是生涯最低，這也讓巨人隊在球季結束後不與他續約。

### 德州遊騎兵
2019年2月7日，遊騎兵與潘斯簽下附帶春訓邀請的小聯盟合約。3月21日，球隊宣布潘斯將進入他們的開幕戰名單。而潘斯在上半季表現相當優異，也使得他以指定打擊身分入選明星賽先發。不過球季中後段，他因為受傷而大都待在傷兵名單內。該年他出賽83場比賽，打擊率2成97，18轟59分打點。

### 重返舊金山
2020年2月7日，潘斯與巨人隊簽下1年300萬美元的合約。不過該年他56個打數只繳出0成96的打擊率，外帶2轟與6分打點的慘澹成績。因此球隊在8月23日將他放進指定讓渡名單，並從光芒交易來Daniel Robertson取代他的位置。而他在隔天遭到球隊釋出。
9月26日，潘斯宣布正式退休，結束他14年的大聯盟生涯。

## 個人生活
2013年，潘斯被診斷出罹患脊椎駝背後凸症。這個病是在潘斯與球隊簽下5年合約後才發現的。
2015年12月3日，潘斯宣布與女友訂婚。他們在2016年11月底結婚。
2016年，潘斯在影集Fuller House中客串飾演自己。2017年，他還擔任電視節目Bill Nye Saves the World的來賓。

## 獎項
- 2006年–入選未來之星明星賽
- 2006年–入選亞利桑那秋季聯盟新秀明星隊
- 2007年–5月獲選國聯單月最佳新人
- 2009年–代表國聯入選明星賽
- 2011年–代表國聯入選明星賽
- 2012年–世界大賽冠軍
- 2013年–9月獲選國聯單月最佳球員
- 2013年–威利·麥克獎
- 2014年–代表國聯入選明星賽
- 2014年–世界大賽冠軍
- 2019年–代表美聯入選明星賽

## 生涯成績
| 年度 | 球隊   | 出賽 | 打數 | 打點 | 得分 | 安打 | 二壘打 | 三壘打 | 全壘打 | 四死 | 三振 | 盜壘 | 打擊率 | 上壘率 | 長打率 | 攻擊指數 |
| 2007 | 太空人 | 108  | 456  | 69   | 57   | 147  | 30     | 9      | 17     | 26   | 95   | 11   | .322   | .360   | .539   | .899     |
| 2008 | 太空人 | 157  | 595  | 83   | 78   | 160  | 34     | 4      | 25     | 40   | 124  | 11   | .269   | .318   | .466   | .783     |
| 2009 | 太空人 | 159  | 585  | 72   | 76   | 165  | 26     | 5      | 25     | 58   | 109  | 14   | .282   | .346   | .472   | .818     |
| 2010 | 太空人 | 156  | 614  | 91   | 93   | 173  | 29     | 3      | 25     | 41   | 105  | 18   | .282   | .325   | .461   | .786     |
| 2011 | 太空人 | 100  | 399  | 62   | 49   | 123  | 26     | 3      | 11     | 30   | 86   | 7    | .308   | .356   | .471   | .828     |
| 2011 | 費城人 | 54   | 207  | 35   | 35   | 67   | 12     | 2      | 11     | 26   | 38   | 1    | .324   | .394   | .560   | .954     |
| 2012 | 費城人 | 101  | 398  | 59   | 59   | 108  | 15     | 2      | 17     | 37   | 85   | 4    | .271   | .336   | .447   | .784     |
| 2012 | 巨人   | 59   | 248  | 45   | 28   | 48   | 11     | 2      | 7      | 19   | 60   | 1    | .219   | .287   | .384   | .671     |
| 2013 | 巨人   | 162  | 629  | 99   | 91   | 178  | 35     | 5      | 27     | 52   | 115  | 22   | .283   | .339   | .483   | .822     |
| 2014 | 巨人   | 162  | 650  | 74   | 106  | 180  | 29     | 10     | 20     | 52   | 130  | 13   | .277   | .332   | .445   | .777     |
| 2015 | 巨人   | 52   | 207  | 40   | 30   | 57   | 13     | 1      | 9      | 16   | 48   | 4    | .275   | .327   | .478   | .806     |
| 2016 | 巨人   | 106  | 395  | 57   | 58   | 114  | 23     | 1      | 13     | 43   | 95   | 1    | .289   | .357   | .451   | .808     |
| 2017 | 巨人   | 134  | 493  | 67   | 55   | 128  | 13     | 5      | 13     | 40   | 102  | 2    | .260   | .315   | .385   | .701     |
| 2018 | 巨人   | 97   | 235  | 24   | 19   | 53   | 11     | 1      | 4      | 11   | 59   | 5    | .226   | .258   | .332   | .590     |
| 2019 | 遊騎兵 | 83   | 286  | 59   | 53   | 85   | 17     | 1      | 18     | 26   | 69   | 6    | .297   | .358   | .522   | .910     |
| 2020 | 巨人   | 17   | 52   | 6    | 4    | 5    | 0      | 1      | 2      | 3    | 15   | 0    | .096   | .161   | .250   | .411     |
| 合計 | 14年   | 1707 | 6420 | 942  | 891  | 1791 | 324    | 55     | 244    | 520  | 1335 | 120  | .279   | .334   | .461   | .794     |

## 外部連結
- 球員資訊和成績在MLB，ESPN，Baseball-Reference，Fangraphs（英文）
- 杭特·潘斯的X（前Twitter）
- 杭特·潘斯在台灣棒球維基館上的頁面（繁體中文）